# Моторский сельсовет
Моторский сельсовет — сельское поселение в Каратузском районе Красноярского края.
Административный центр — село Моторское.

## Население
| 2010 | 2012  | 2013  | 2014  | 2015  | 2016  | 2017  |
| ---- | ----- | ----- | ----- | ----- | ----- | ----- |
| 1222 | ↗1232 | ↘1191 | ↘1165 | ↘1154 | ↘1137 | ↘1124 |

## Состав сельского поселения
| № | Населённый пункт | Тип населённого пункта       | Население |
| - | ---------------- | ---------------------------- | --------- |
| 1 | Верхняя Буланка  | деревня                      | →40       |
| 2 | Моторское        | село, административный центр | ↗1124     |
| 3 | Нижняя Буланка   | деревня                      | ↗92       |

## Местное самоуправление
Моторский сельский Совет депутатов
Дата избрания: 14.03.2010. Срок полномочий: 5 лет. Количество депутатов: 10
Глава муниципального образования
- Тонких Александр Александрович. Дата избрания: 14.03.2010. Срок полномочий: 5 лет

## Инфраструктура
Школа — посещают 142 учащихся, детский сад — посещают 35 детей, сельский дом культуры, библиотека, фельдшерский пункт в Н.Буланке, Моторская участковая больница, администрация сельсовета, 10 объектов розничной сети, пекарня, 4 пилорамы.

## Экономика
Торговля, хлебопекарня «Золотая Нива», заготовка, распиловка леса и дров, производство сельскохозяйственной продукции.